# 669 a.C.
Il 669 a.C. (DCLXIX a.C. in numeri romani) è un anno  del VII secolo a.C.

## Eventi
- Battaglia di Isie: gli Argivi, sotto il tiranno Fidone, infliggono una grave sconfitta agli Spartani. L'anno della battaglia, però, e la sua stessa storicità non sono certi.